# Odontobunus punctatus
Odontobunus punctatus is een hooiwagen uit de familie echte hooiwagens (Phalangiidae).